# 投資信託協会
一般社団法人投資信託協会（とうししんたくきょうかい、英: The Investment Trusts Association, Japan）は、日本の金融商品取引法上の認定金融商品取引業協会の一つ。略称は投信協会。

## 概説
日本国内にあるほとんどの運用会社および投資信託に関わる金融機関（証券会社や銀行）など、投資信託の運営を行う金融機関により設立されている。
投資信託及び投資法人など投資運用業等の健全な発展、並びに投資者の保護に資することを目的とする。
2026年（令和8年）4月に日本投資顧問業協会と合併する予定である。

## 沿革
- 1957年（昭和32年）7月 - 投資信託の健全な発展を図るために民法第34条に基づく社団法人として設立。
- 1967年（昭和42年）8月 - 証券投資信託法に基づく協会となる。
- 1998年（平成10年）12月 -証券取引法が改正され、｢証券投資信託及び証券投資信託法人に関する法律｣となり、これにより会社型投信が可能となる。
- 2000年（平成12年）11月 - 証券投資信託及び証券投資法人に関する法律が改正され、｢投資信託及び投資法人に関する法律｣となり、これにより不動産投信(REIT)が可能となり、協会名も同日付で「社団法人　投資信託協会」に名称変更。
- 2005年（平成17年）7月 - 個人情報保護法に基づく 認定個人情報保護団体の認可を受ける。
- 2007年（平成19年）9月 - 金融商品取引法の施行に伴い、同法上の公益法人金融商品取引業協会（「認定金融商品取引業協会」）となる。
- 2008年（平成20年）10月 - 協会の会員を「正会員」と「賛助会員」とする。
- 2013年（平成25年）1月 - 一般社団法人へ移行。